# Керну (волость)
Керну (эст. Kernu) — бывшая волость на севере Эстонии в уезде Харьюмаа. Административный центр — деревня Хайба. В составе волости 17 деревень:  Аллика, Хайба, Хингу, Каазику, Кабила, Керну, Кибуна, Кирикла, Кохату, Кустья, Лайтсе, Метснурга, Мынусте, Муузика, Похла, Руйла, Ванси.

## Природа
В волости находится несколько озёр: Керну, Паатре, Руйла и др.

## Внешние ссылки
- Kernu Vallavalitsus (эст.). — Официальный сайт. Дата обращения: 2 ноября 2008. Архивировано 19 мая 2012 года.